# Aeroportul Golmud
Aeroportul Golmud (IATA: GOQ, ICAO: ZLGM) este un aeroport din Qinghai, Republica Populară Chineză ce deservește zona Golmud⁠(d). Aeroportul a fost tranzitat în 2022 de 123.812 pasageri. A fost numit după zona deservită.
Situat la o altitudine de 2.842 m, aeroportul dispune de o singură pistă.